# Incidente da Nossa Senhora da Graça
O incidente da Nossa Senhora da Graça (ノサ・セニョーラ・ダ・グラサ号事件?), também conhecido como incidente de Madre de Deus (マードレ・デ・デウス号事件?), foi uma ação naval de quatro dias entre uma Nau Portuguesa e juncos samurai pertencentes ao clã Arima perto do porto de Nagasáqui em 1610. O navio carregado de riquezas - "o grande navio do comércio", conhecido como "barco negro" pelos japoneses, foi afundado pelo capitão André Pessoa quando incendiou o paiol ao ver o navio completamente invadido pelos samurai. Esta atitude desesperada e fatal de resistência impressionou os japoneses daquele tempo e as memórias deste acontecimento persistiram até ao século XIX.